# علی‌آباد سفلی (هشترود)
علی‌آباد سفلی یکی از روستاهای استان آذربایجان شرقی است که در دهستان علی‌آباد بخش مرکزی شهرستان هشترود واقع شده‌است.